# D'Arrasar
Os D'Arrasar são uma boy band pop portuguesa. Foram lançados em 1998 no programa Roda dos Milhões, da SIC, com o tema "Rainha da Noite", da autoria de Filipe Neves, que foi o produtor musical da banda. 
O projeto, que foi criado na sequência do sucesso dos Excesso e na altura em que surgiam também outros grupos pop masculinos - como os Milénio -, nasceu quando Filipe Neves (cantor e produtor) iniciou as audições para selecionar os futuros membros de uma boy band que ele iria criar, produzir e lançar.
Entre os seus membros contavam-se CC, Jorge Kapinha, Joca, Jimmy e Ricardo. Carlos Coincas tinha sido finalista do Chuva de Estrelas e Kapinha tinha sido o vencedor do programa Ai Os Homens, da SIC. O álbum de estreia foi lançado em fevereiro de 1999.
O single de estreia, "Rainha da Noite", passou a tocar nas rádios e tornou-se uma das canções mais ouvidas da altura. Os temas para o álbum do grupo, D'Arrasar, foram todos compostos e produzidos por Filipe Neves, com letras de nomes como Tózé Brito, João Baião e Carlos Ribeiro.
A música "O Pequeno Carro Vermelho" faz parte do disco Histórias Mágicas, editado em 1999. Participaram como artistas convidados no Big Show SIC.
O segundo álbum, Imagina, foi lançado em 2000. Do álbum destacam-se os singles: "Podia Acabar o Mundo" (com letra de Herman José e Rosa Lobato Faria), "Não Quero Mais" e "Digo Sim".
Em 2002, lançaram o seu terceiro álbum, Só Entre Nós, e o ano seguinte foi dedicado inteiramente à promoção e a espetáculos desse álbum. 
Depois de quase duas décadas sem qualquer atividade como grupo, em 2022 os D'Arrasar reúnem-se para uma digressão.
Discografia
- D'arrasar (CD, EMI, 1999)
- Imagina (CD, EMI, 2000)
- Só Entre Nós (CD, EMI, 2002)

Outros
- Histórias Mágicas (1999) - O pequeno carro vermelho
- Olhar da Serpente (2002) - Corpo Fatal